# しずおかバカ売れの法則
しずおかバカ売れの法則（しずおかバカうれのほうそく）は、2016年からテレビ静岡で不定期（原則・毎月最終土曜日）に制作・放送されるバラエティ番組である。

## 出演者
- 児嶋一哉（アンジャッシュ）　MC
- 熊崎結萌 （テレビ静岡アナウンサー、2023年10月 - ）

## 過去の出演者
- 田中美紗貴（放送時、テレビ静岡アナウンサー。- 2019年3月）
- 大森万梨乃（テレビ静岡アナウンサー、2019年4月 - 2023年9月）